# Kia Picanto (JA)
Kia Picanto (JA)  — третье поколение Kia Picanto. Официальный мировой дебют Picanto третьего поколения состоялся на Женевском автосалоне 2017 года .  Новый Picanto был оснащен тремя двигателями на выбор: 1,0-литровым трехцилиндровым двигателем Kappa II предыдущей модели в версиях с многоточечным впрыском и турбонаддувом с прямым впрыском, а также 1,2-литровым четырехцилиндровым двигателем Kappa II. Оба 1,0-литровых двигателя агрегатировались исключительно с 5-ступенчатой механической коробкой передач, а 1,2-литровый двигатель предлагался также с опциональной 4-ступенчатой автоматической коробкой передач.  Автомобиль оснащен совершенно новыми функциями безопасности, такими как система торможения с векторизацией крутящего момента (TVBB) , система стабилизации на прямой линии (SLS) , система предупреждения о лобовом столкновении (FCWS) и автономное экстренное торможение (AEB) . Для рынка Малайзии Picanto третьего поколения был выпущен в январе 2018 года. Он был оснащен безнаддувным 1,2-литровым четырехцилиндровым двигателем и изначально был доступен только в одной комплектации (EX) с 4-ступенчатой автоматической коробкой передач. передача инфекции. В январе 2019 года был анонсирован вариант GT-Line с автономным экстренным торможением (AEB) и многими другими новыми функциями. В мае 2019 года были добавлены базовый вариант KX и вариант кроссовера, получивший обозначение X-Line.
На индонезийском рынке Picanto третьего поколения поступил в продажу в октябре 2019 года. Он оснащался 1,2-литровым четырехцилиндровым двигателем и предлагался в комплектациях GT-Line и EX либо с 5-ступенчатой механической коробкой передач, либо с 4-ступенчатой автоматической коробкой передач.  Производство Picanto было прекращено в Индонезии в 2022 году.

### Маркетинг
Kia Motors в Южной Корее дебютировала в сериале «Утро» в январе 2017 года с серией телевизионных рекламных роликов с участием актеров Шим Ын Гён , Пак Чон Мин и Джин Кён .  Для международного выпуска Picanto и Kia Rio четвертого поколения компания Kia Motors в мае 2017 года выпустила два музыкальных клипа с участием корейско-американской певицы Кейт Ким и американского музыканта Ли Радде.
Picanto GT Line был показан в третьем эпизоде 2-го сезона The Grand Tour, где соведущие Джеймс Мэй и Ричард Хаммонд проехали на нём по «гоночной трассе на офисной автостоянке в обеденное время» в бизнес-парке Houghton Hall в городском районе Лутон / Данстейбл .

### Рестайлинг 2020 года
В июне 2020 года Kia представила первый рестайлинг. Он отличается стильным внешним видом, новыми технологиями и силовыми агрегатами. Обновление экстерьера стандартных моделей включает рестайлинговые фары и решетку радиатора, а комплектации GT-Line и X-Line получили рестайлинговые передний и задний бамперы. Обновления интерьера включают 4,2-дюймовую приборную панель и 8-дюймовую информационно-развлекательную систему с поддержкой Apple CarPlay и Android Auto. Другие обновления интерьера — это новая обивка и различные варианты цветовой отделки.
Линейка двигателей также была обновлена за счет пересмотренного впрыска топлива и системы управления двигателем для повышения экономии топлива, а также пятиступенчатой автоматической коробки передач вместо старой четырехступенчатой. Технологии безопасности и помощи водителю были обновлены такими функциями, как помощь в поддержании полосы движения и сигнал аварийной остановки, последний из которых автоматически включает аварийные огни автомобиля в случае резкого торможения.

### Рестайлинг 2023 года
4 июля 2023 года в Южной Корее была представлена вторая обновленная версия JA Kia Picanto/Morning 2024 модельного года.  Это включает в себя новые изменения стиля, улучшения безопасности и новое оборудование, такое как светодиодные фары и новую комбинацию приборов.

## Награды
- Получил всероссийскую премию «Лучший автомобиль 2022 года» в классе «Городской автомобиль».
- Получил всероссийскую премию «Лучший автомобиль 2023 года» в классе «Городской автомобиль».

## Галерея

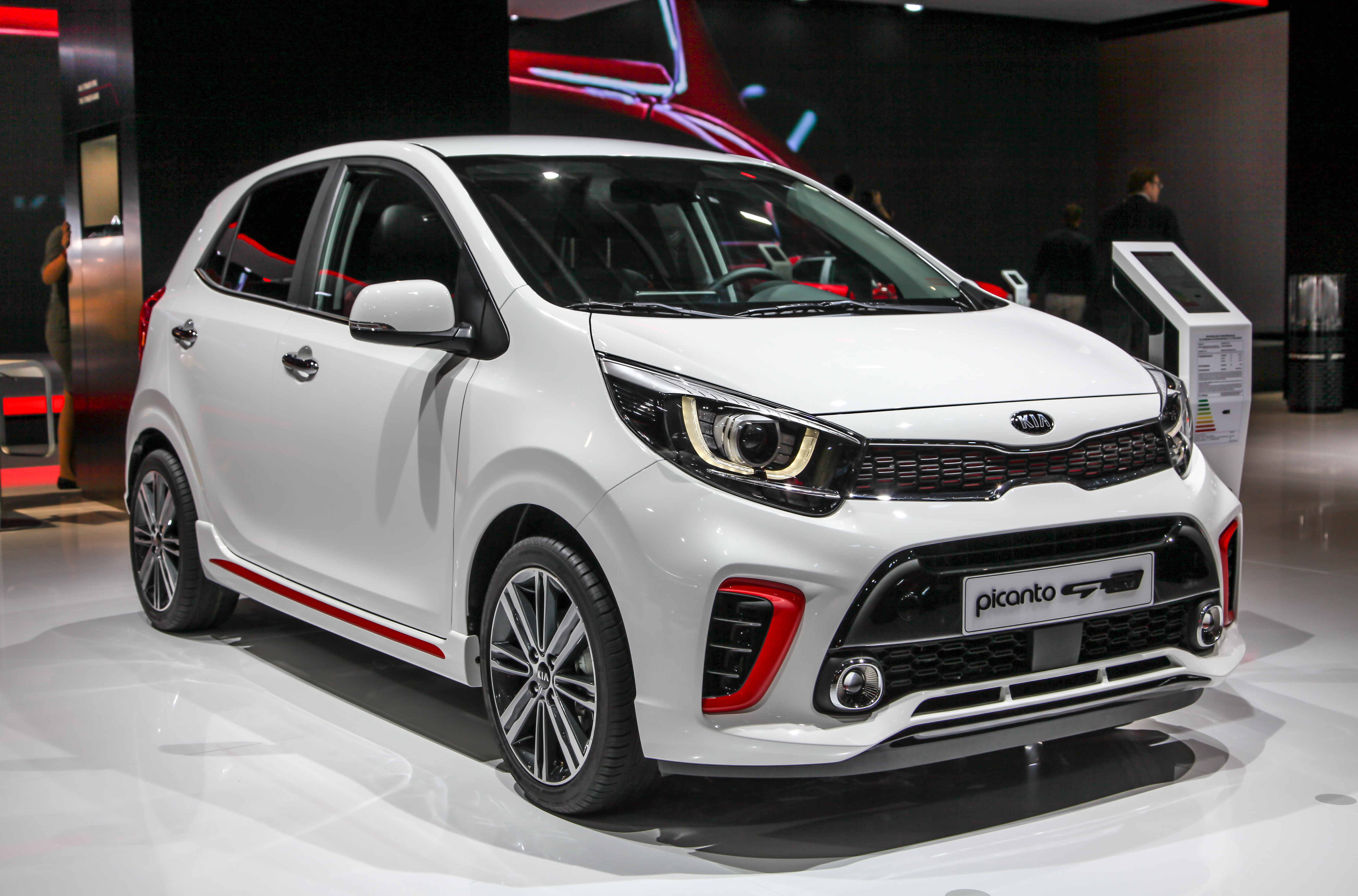
Kia Picanto GT Line
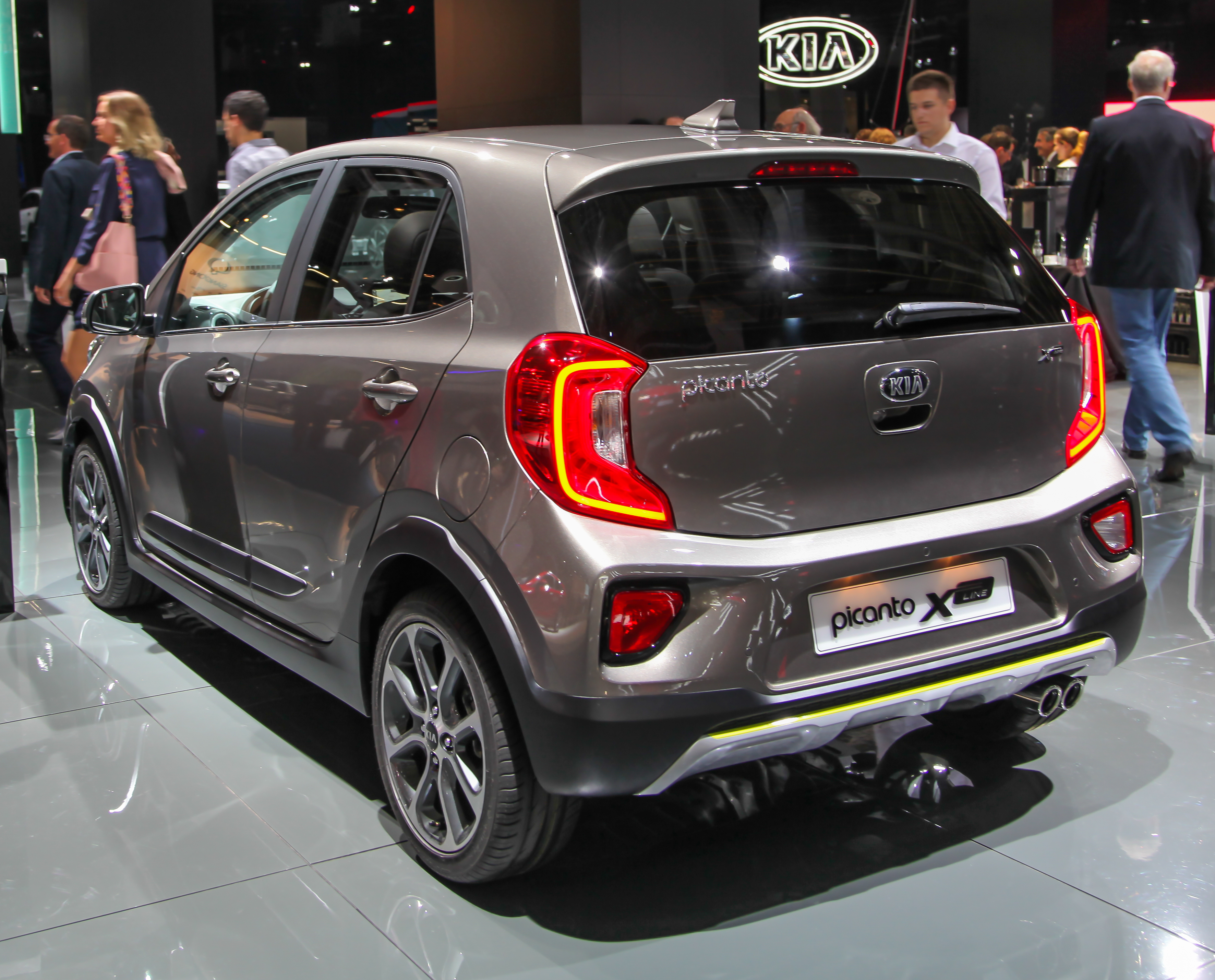
Kia Picanto X-Line
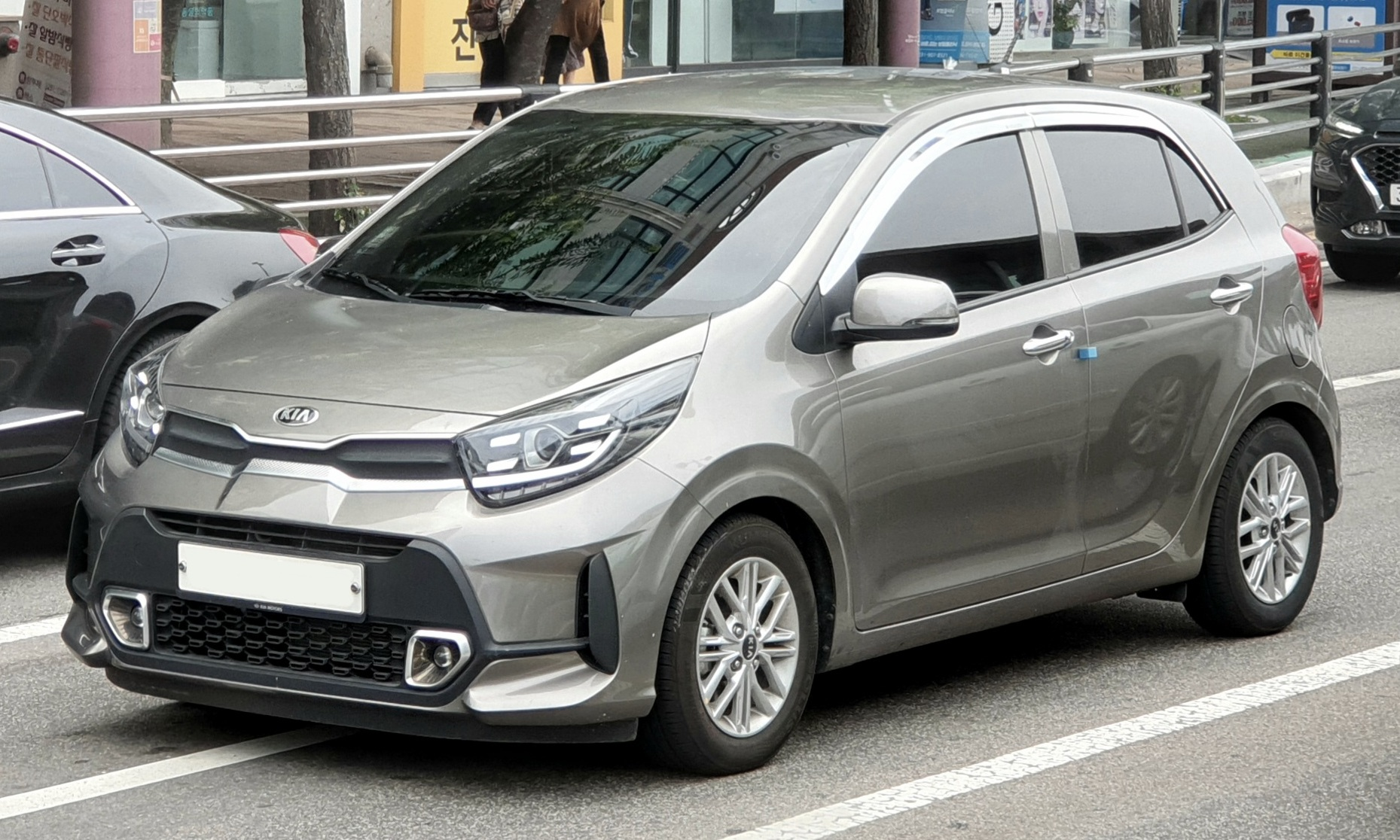
Kia Picanto JA после рестайлинга 2020 года
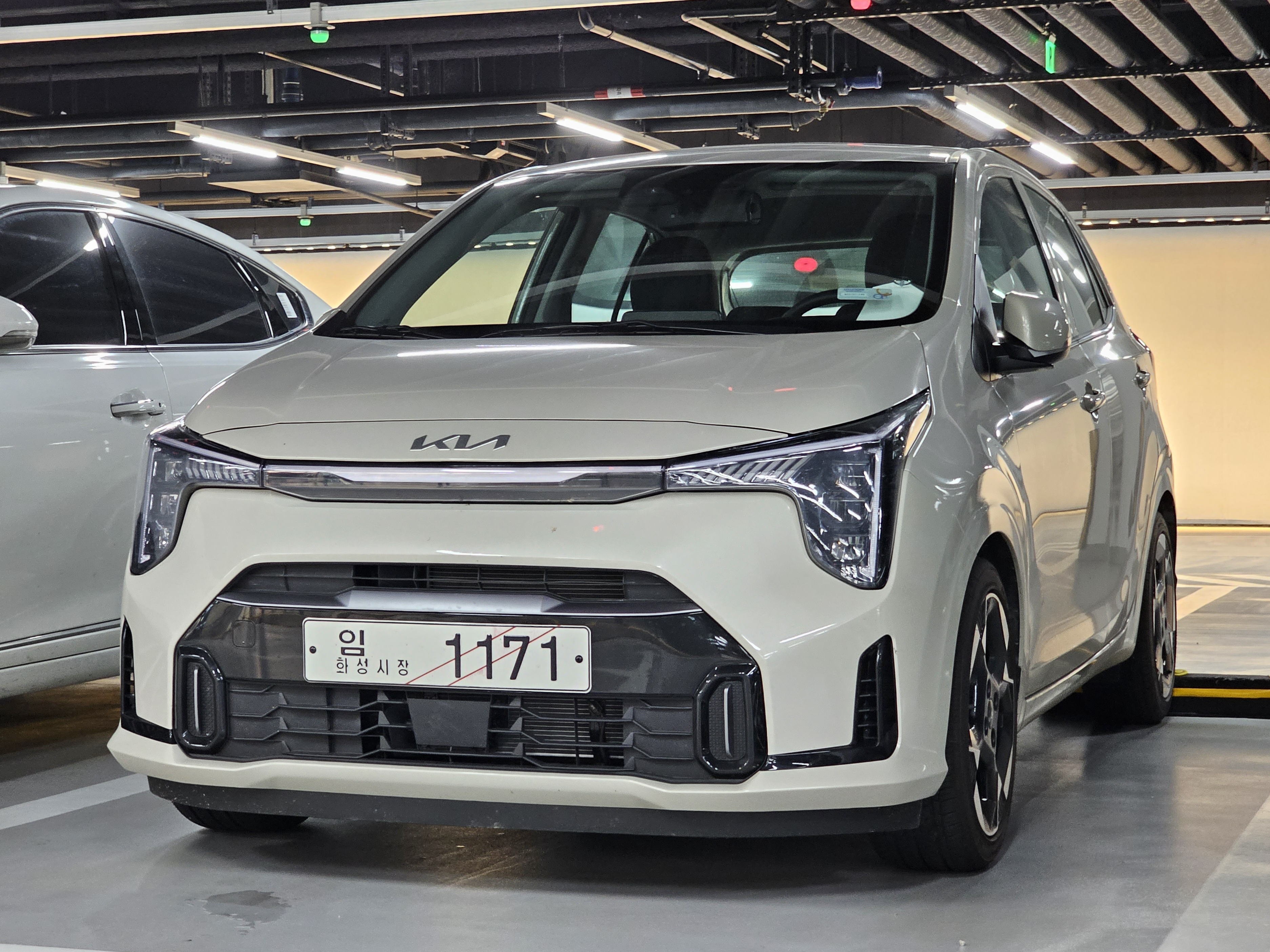
Kia Picanto JA после рестайлинга 2023 года
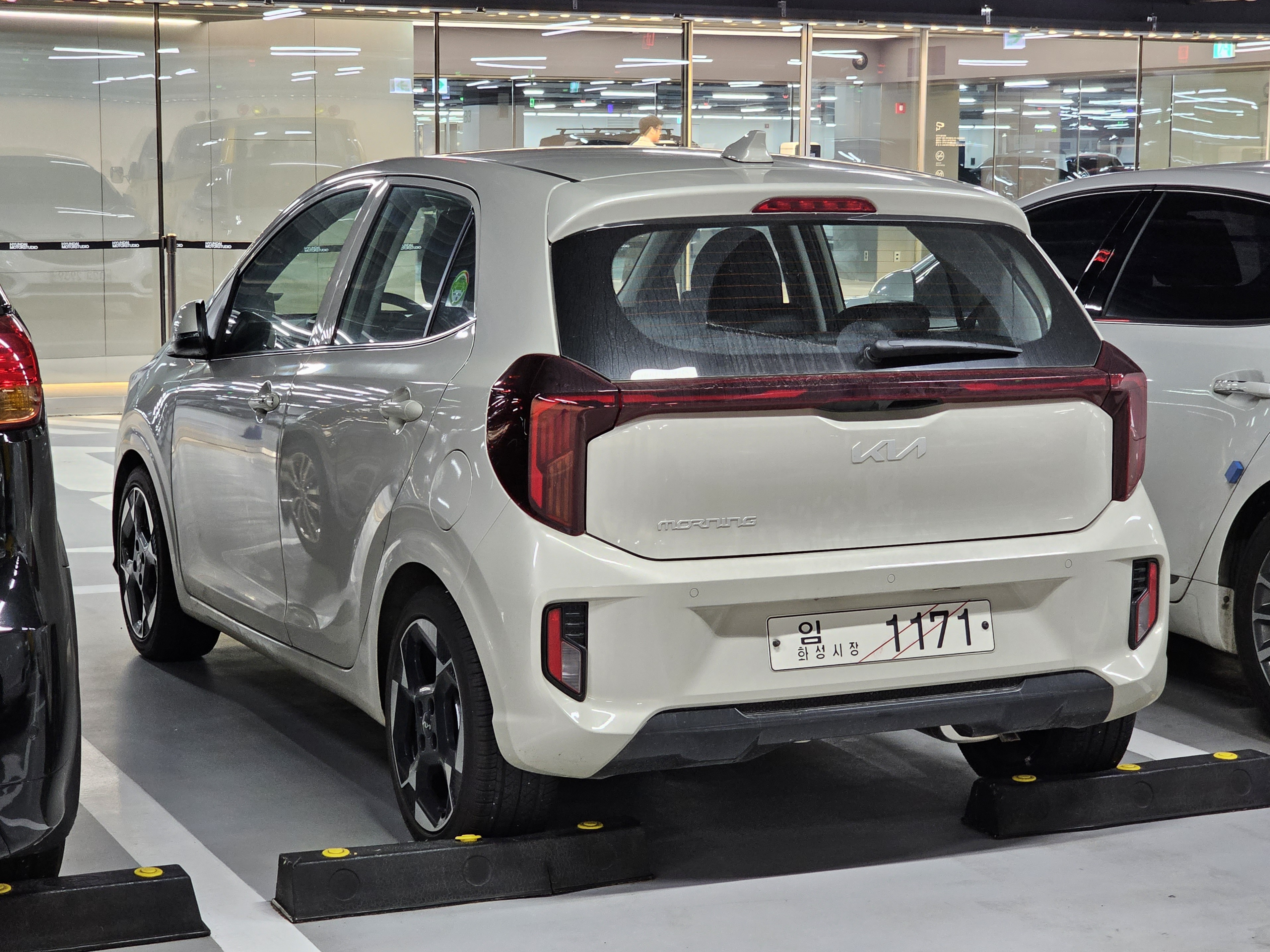
Kia Picanto JA после рестайлинга 2023 года (вид сзади)